# تجمع بدو العطفة (الريدة)
'

تعديل مصدري - تعديل

تجمع بدو العطفة هي إحدى قرى عزلة الريدة وقصيعر بمديرية الريدة وقصيعر التابعة لمحافظة حضرموت، بلغ تعداد سكانها 87 نسمة حسب تعداد اليمن لعام 2004.